# 吉沢俊幸
吉沢 俊幸（よしざわ としゆき、本名:吉澤 俊幸、1954年7月23日 - ）は、埼玉県草加市出身の元プロ野球選手。

## 経歴
日大三高では2年生の時、遊撃手として1971年の春の選抜に出場。1年上のエース渡部良克（日大－名古屋日産）を擁し順調に勝ち進む。決勝では渡部と大鉄高の奥田直也の投げ合いとなるが、2-0で完封勝利、初優勝を飾った。同年夏の東京大会では準決勝で日大一高の保坂英二に完封負け。他の1年上のチームメートに捕手の岩沢建一がいた。
翌1972年の選抜にも連続出場。同期の待井昇、小曽根修治（電電関東）両投手の好投もあり決勝に進むが、日大櫻丘高のエース仲根正広に完封を喫し準優勝にとどまる。夏の東京大会は6回戦で戸山高に完封負けを喫した。
1973年に早稲田大学へ進学し、東京六大学野球リーグには1年生から出場。1973年春季リーグで優勝を経験する。
1974年に石山建一が監督に就任。大幅なコンバートが行われ、同期である外野手の八木茂が遊撃手、松本匡史が三塁手、吉沢は将来内野手に戻るという条件で、強肩・俊足をいかし中堅手にコンバートされた。1学年下に山倉和博が、3学年下には岡田彰布らがいた。1974年春季リーグでは矢野暢生、阿部政文らの投手陣を擁し、自身二度目の優勝に貢献。5本塁打を放ちベストナイン（外野手）に選ばれた。同年の全日本大学野球選手権大会では、決勝で中畑清らのいた駒大を降し優勝。また第3回日米大学野球選手権大会日本代表としても3本塁打と活躍した。真昼間の恐怖と言われ早稲田の核弾頭として他校の脅威となった。1975年秋季リーグでは法大の江川卓からホームランを放っている。このシーズンは2位で明治神宮大会へ出場すると初戦の東海大戦では決勝の逆転本塁打を放ち、準決勝は東洋大の松沼雅之から本塁打を含む3安打2打点の活躍で決勝へ進んだが、法大・江川に完封負け。リーグ通算88試合出場、329打数77安打、12本塁打、33打点、打率.234。
1976年のドラフト3位で阪急ブレーブスに入団。球団としては高校の先輩にあたる大橋穣の後継として考えられていた。
1978年にはシーズン前半の30試合に遊撃手として先発出場。
1980年は開幕からレギュラーとして起用され、簑田浩二との1、2番コンビが固定化される。シーズン前半で8本塁打を放ちようやく素質の開花を迎えながら、7月以降は肘の故障で欠場を余儀なくされた。
1981年に弓岡敬二郎が入団して遊撃手に定着、その後は外野手に転向し、代打・代走・守備固め要員としても起用される。
1984年は5月下旬から、主に中堅手として26試合に先発するが打撃面で低迷。
1986年、中出謙二との交換トレードで南海ホークスに移籍。同年12月に任意引退。
引退後は1987年から1990年まで阪急・オリックス二軍外野守備走塁コーチ、1991年は大学先輩の中村勝広が監督の阪神タイガースで二軍守備走塁コーチを務めた。
2007年11月18日に静岡・草薙球場で開催された「巨人対阪神OB戦」には、コーチでしか在籍歴のない阪神の選手として出場した（背番号は阪急時代の「9」。2000年の同OB戦（甲子園）では巨人でコーチのみの在籍だった荒川博が巨人の選手として出場したことがある）。
2010年選抜高校野球大会では、日大三高の遊撃手兼投手として実子（翔吾）が決勝まで進出、甲子園史上初の親子制覇が期待されたが、興南高等学校に敗れた。初戦では本塁打を放ち、史上初の父子本塁打を記録している（父と同じく早大野球部へ進んだ）。

## 詳細情報

### 年度別打撃成績
| 年 度      | 球 団      | 試 合 | 打 席 | 打 数 | 得 点 | 安 打 | 二 塁 打 | 三 塁 打 | 本 塁 打 | 塁 打 | 打 点 | 盗 塁 | 盗 塁 死 | 犠 打 | 犠 飛 | 四 球 | 敬 遠 | 死 球 | 三 振 | 併 殺 打 | 打 率 | 出 塁 率 | 長 打 率 | O P S |
| ---------- | ---------- | ----- | ----- | ----- | ----- | ----- | -------- | -------- | -------- | ----- | ----- | ----- | -------- | ----- | ----- | ----- | ----- | ----- | ----- | -------- | ----- | -------- | -------- | ----- |
| 1977       | 阪急       | 43    | 43    | 40    | 6     | 5     | 1        | 0        | 0        | 6     | 1     | 2     | 0        | 1     | 0     | 2     | 0     | 0     | 7     | 1        | .125  | .167     | .150     | .317  |
| 1978       | 阪急       | 91    | 103   | 98    | 21    | 26    | 2        | 0        | 4        | 40    | 17    | 10    | 5        | 0     | 0     | 3     | 0     | 2     | 15    | 1        | .265  | .301     | .408     | .709  |
| 1979       | 阪急       | 33    | 25    | 23    | 9     | 3     | 0        | 0        | 0        | 3     | 1     | 1     | 0        | 2     | 0     | 0     | 0     | 0     | 4     | 1        | .130  | .130     | .130     | .261  |
| 1980       | 阪急       | 59    | 148   | 136   | 22    | 30    | 6        | 1        | 8        | 62    | 15    | 7     | 4        | 4     | 0     | 7     | 0     | 1     | 26    | 2        | .221  | .264     | .456     | .720  |
| 1981       | 阪急       | 38    | 40    | 36    | 4     | 4     | 0        | 0        | 0        | 4     | 0     | 2     | 1        | 0     | 0     | 3     | 0     | 1     | 4     | 1        | .111  | .200     | .111     | .311  |
| 1982       | 阪急       | 90    | 67    | 57    | 21    | 11    | 1        | 0        | 1        | 15    | 3     | 10    | 4        | 3     | 0     | 6     | 0     | 1     | 11    | 0        | .193  | .281     | .263     | .544  |
| 1983       | 阪急       | 88    | 34    | 28    | 16    | 3     | 0        | 0        | 0        | 3     | 1     | 12    | 6        | 3     | 0     | 3     | 0     | 0     | 8     | 0        | .107  | .194     | .107     | .301  |
| 1984       | 阪急       | 110   | 105   | 85    | 23    | 18    | 3        | 0        | 2        | 27    | 7     | 4     | 1        | 4     | 2     | 10    | 0     | 4     | 22    | 0        | .212  | .317     | .318     | .634  |
| 1985       | 阪急       | 103   | 25    | 23    | 11    | 3     | 0        | 0        | 1        | 6     | 1     | 5     | 1        | 1     | 0     | 1     | 0     | 0     | 9     | 0        | .130  | .167     | .261     | .428  |
| 1986       | 南海       | 85    | 73    | 66    | 4     | 14    | 1        | 0        | 1        | 18    | 5     | 2     | 2        | 2     | 1     | 3     | 0     | 1     | 16    | 1        | .212  | .254     | .273     | .526  |
| 通算：10年 | 通算：10年 | 740   | 663   | 592   | 137   | 117   | 14       | 1        | 17       | 184   | 51    | 55    | 24       | 20    | 3     | 38    | 0     | 10    | 122   | 7        | .198  | .257     | .311     | .567  |

### 記録
- 初出場：1977年7月10日、対ロッテオリオンズ後期1回戦（西京極球場）、8回裏に高井保弘の代走として出場
- 初盗塁：同上、8回裏に三盗（投手：水谷則博、捕手：高橋博士）
- 初先発出場：1977年8月20日、対日本ハムファイターズ後期9回戦（阪急西宮球場）、9番・遊撃手として先発出場
- 初安打：同上、5回裏に三浦政基から
- 初打点：1977年8月27日、対近鉄バファローズ後期8回戦（ナゴヤ球場）、2回表に柳田豊から
- 初本塁打：1978年4月22日、対クラウンライターライオンズ前期5回戦（平和台球場）、2回表に五月女豊から

### 背番号
- 9（1977年 - 1985年）
- 25（1986年）
- 68（1987年 - 1990年）
- 86（1991年）